# Eragon's Guide to Alagaësia
Eragon's Guide To Alagaësia é um livro escrito pelo norte-americano Christopher Paolini. Este é um guia detalhado com todas as informações sobre a série Ciclo da Herança. Foi lançado em inglês em Novembro de 2009. O livro é cheio de panfletos desdobráveis, mapas, diagramas, cartas e termina como um pedaço de pele de dragão simulada. No Brasil, o livro foi lançado pela editora Rocco.

## Capa
A capa é azul, com a imagem de um cavaleiro montado sobre um dragão, sobrevoando uma espécie de campo.

## Conteúdo
O livro aborda principalmente o continente fictício de Alagaësia (pronunciado Alaga-É-sia)onde que é ambientada a tetralogia.

### História
Os primeiros habitantes de Alagaësia foram os  dragões e os anões,que governaram até que os humanos e os elfos chegassem. Os anões sempre tiveram uma certa inimizade com os dragões,porque os dragões roubavam seu ouro e devoravam seus rebanhos.
Quando os elfos aportaram em Alagaësia houve mais um incidente envolvendo os dragões.Um elfo, achando que se tratasse de um animal comum,caçou e matou um dragão,o que causou o início de uma guerra terrível que ambos os lados se arrependeriam depois.Essa guerra ficou conhecida como a Du Fyrn Skulblaka (a guerra do dragão).
Após muito tempo batalhando,finalmente dois representantes de cada raça se uniram: um jovem elfo chamado Eragon encontrou um ovo da espécie inimiga. Ele cuidou e criou do dragão, cujo nome era Bid'daum. Com a ajuda de Eragon, eles forjaram um pacto entre o rei dos elfos e o dragão líder(cujo nome não conseguia ser espressado em qualquer língua).Assim tornou-se o primeiro cavaleiro do dragão e semeou por toda a Algaësia a mensagem de união.A partir desse capítulo, a história de Alagësia nunca mais foi a mesma.Uma ordem de cavaleiros foi criada, e os humanos incluídos.Surgiram reis humanos e élficos, assim como o rei anão.
A razão da existência dessa ordem de cavaleiros de dragão era proteger o povo e promover a justiça.Realmente funcionou.Quando uma fêmea punha um ovo, ela o encantava para nascer somente quando encontrasse a pessoa certa.Quando o filhote fosse chocado para essa pessoa, ela ganhava o dom da magia (natural nos dragões) e ambos eram levados para o treinamento, onde se formavam verdadeiros cavaleiros.
Vários e muitos anos depois, a corrupção entrou na ordem.Alguns cavaleiros utilizavam seus dragões para a destruição e para o mal.Conspirações e golpes foram armados, reis depostos e um imperador tirano subiu o trono: Galbatorix.
Galbatorix era um ex-cavaleiro de dragão.Fora inresponsável e perdera seu dragão.Dirigiu-se ao conselho da ordem, pedindo um novo ovo, mas não foi atendido.Entorpecido pela fúria, reuniu mais 13 cavaleiros, os renegados , roubou um filhote e mais 3 ovos, e iniciou uma guerra devastadora.Dela somente seu novo dragão, Shruikan, sobreviveu, e um dos renegados, Morzan.
Começou aí um império de dor e desgraça para o povo humano e de extinção para os elfos.
Os elfos se esconderam em sua floresta, Du Weldenvarden, e continuaram ligados aos anões, nas esperança de uma nova era começar.Alguns humanos rebeldes, os Varden,se aliaram a eles.Numa tentativa desesperada , conseguem roubar um dos ovos de Galbatorix. Esse manda ir em busca de seu bem precioso, mas o ovo já desaparecera para ambos os lados.
Num dia qualquer, um humano agricultor de 15 anos encontra uma pedra durante uma caçada.Por um acaso, o nome desse jovem era Eragon.Pensando em vendê-la e ganhar dinheiro, ele a leva consigo.Mas não era uma pedra.Era algo que mudaria sua vida.Algo que mudaria o rumo de Alagaësia.Algo com escamas, algo como uma fêmea de dragão.

### Magia
De acordo com a série do Ciclo da Herança, é dito que a magia é, a curto e grosso modo, a manipulação de energia que funciona se o personagem em questão (como o Eragon por exemplo) usar o "nome verdadeiro"(a essencia de um determinado ser, pessoa e/ou objeto)para a magia ter efeito (mas só se ele usar a quantidade certa de energia para tal,senão o feitiço pode não ter tanta potencia, ou o personagem pode ficar fraco a ponto de morrer).

### Habitantes
- Dragões - Existentes desde o princípio de Alagaësia;
- Elfos - Originários de terras longuíquas aportaram antes dos humanos
- Anões - Primeiros governantes de Alagaësia.
- Humanos - Dominaram depois dos anões.
- Urgals - Vieram a Alagaësia seguindo os elfos.
- Espectros - Poucos foram vistos ou comentados,e por terem uma origem não-natural é difícil dizer quando surgiram.
- Ra'zac - Criaturas comedoras de carne humana, foram exterminados

### Lugares
- Carvahall - Vilarejo ao norte, lar e ponto de partida de Eragon, Brom e Saphira. A oeste existe a Espinha uma cadeia de montanhas.
- Therinsford - Pequena cidade vizinha de Carvahall.
- Teirm - Cidade mercante, vive principalmente do comércio marítimo. Lar de Jeod, amigo de Brom.
- Deserto Hadarac - Um deserto de grandes proporções e marca o fim do Império.
- Dras-Leona - Cidade que mantém relações com a capital Uru'baen.
- Helgrind - Montanha próximo a Dras-Leona. Seu nome significa portões da morte na Língua Antiga.
- Uru'baen - Originalmente Ilirea,capital do Império, e sede do governo de Galbatorix.
- Gil'ead - Outra cidade-base do Império, foi palco da grande batalha entre Brom e Morzan.

Surda já foi unida a Alagaësia mas depois da queda dos Cavaleiros, cortou relações com o Império.

### Governo
Os Cavaleiros dominaram a toda a extensão da Alagaësia, além dos limites do Deserto Hadarac, porém quando foram derrotados pelos Renegados e Galbatorix, este se proclamou rei e passou a governar o reino.